# Биг И
Этто́р Ю́эн (англ. Ettore Ewen, род. 1 марта 1986, Тампа, Флорида) — американский рестлер, актёр, актёр озвучивания, бывший игрок в американский футбол и пауэрлифтер.
В настоящее время выступает в WWE под именем Биг И (англ. Big E), где является бывшим чемпионом WWE.
Юэн играл в американский футбол в университете штата Айова, а затем стал пауэрлифтером и чемпионом USA Powerlifting. После подписания контракта с WWE в 2009 году Юэн был назначен в её подготовительный бренд Florida Championship Wrestling (FCW). После ребрендинга FCW в NXT он стал вторым чемпионом NXT. С тех пор как в декабре 2012 года он перешел в основной ростер, он стал двукратным интерконтинентальным чемпионом WWE, двукратным командным чемпионом WWE Raw и шестикратным командным чемпионом WWE SmackDown. В составе команды «Новый день» он стал рекордсменом по самому долгому владению командным титулом в истории WWE — 483 дня.
Отделившись от группы «Нового дня» в 2020 году, Юэн возобновил свою одиночную карьеру. В 2021 году он выиграл мужской матч Money in the Bank, а затем выиграл титул чемпиона WWE, став тридцать третьим чемпионом Тройной Короны и четвёртым афроамериканцем, ставшим чемпионом WWE (после Букер Т Кофи Кингстона и Бобби Лэшли).

## Ранняя жизнь
Эттор Юэн родился 1 марта 1986 года в Тампе, штат Флорида, сын иммигрантов из Ямайки и Монтсеррата. Он учился в средней школе Уортон в Тампе, где завоевал ряд спортивных наград, включая титул чемпиона штата по борьбе и звание «Железного человека года» округа Хиллсборо. По окончании школы Юэн учился в Университете Айовы, где играл в американский футбол в качестве защитника в команде «Айова хокайс». В 2004 году он был зачислен в команду, а сезон 2005 года пропустил из-за травмы, полученной в предсезонном лагере, и отыграл один сезон в качестве второкурсника в 2006 году. Он окончил университет со степенью бакалавра искусств. После колледжа Юэн обратил свое внимание на пауэрлифтинг.

## Карьера в рестлинге

### World Wrestling Entertainment/WWE

#### Florida Championship Wrestling (2009—2012)
В 2009 году Юэн подписал контракт с World Wrestling Entertainment (WWE) и был направлен в региональное подразделение WWE Florida Championship Wrestling (FCW), где он стал выступать под именем Биг И Лэнгстон. 17 декабря 2009 года состоялся его дебют в FWC, когда он в команде с Джастином Гэбриелом, Скипом Шеффилдом и Тайтусом О’Нилом одержали победу над Доусоном Александром, Донни Марлоу, Джимми Усо и Ленноксом Макэнроем. 12 мая 2011 года Лэнгстон и Кэлвин Рэйнс завоевали титул командных чемпионов FCW, победив Рики Стимбота и Сета Роллинса. 21 июля Лэнгстон и Рэйнс уступили титул Си Джей Паркеру и Донни Мэрлоу. Лэнгстон участвовал в турнире Super Eight, но выбыл уже после первого раунда. Лэнгстон в команде с Ником Роджерсонм одержали победу над Юиро и Сакамото, что дало им право на матч за пояс командных чемпионов Флориды против Брэда Мэддокса и Брайли Пирса, который они проиграли. В феврале Лэнгстон принял участие в королевской битве за право стать претендентом номер 1 на матч за титул чемпиона FCW в тяжёлом весе. Однако победу в бою одержал Сет Роллинс. 11 февраля 2012 года Юэн одержал победу над Хитом Слейтером на шоу SmackDown, а на шоу WrestleMania Axxess он стал сильнее Антонио Сезаро.

#### Чемпион NXT и союз с Дольфом Зигглером и Эй Джей Ли (2012—2013)
В 2012 году Юэн дебютировал в WWE NXT, где он победил Адама Мерсера. Эта победа стала первой в череде побед с сентября 2012 года, когда Лэнгстон после своего завершающего приёма требовал от рефери делать отсчёт до пяти вместо трёх во время удержания. После того, как Лэнгстон отказался от услуг менеджера Викии Герреро, она назначила награду в 5000 долларов любому, кто положит его на лопатки, однако попытки Чада Бакстера и Камачо успехов не увенчались. Позднее награда была отменена комиссионером Дасти Роудсом. 6 декабря на шоу NXT Лэнгстон встретился с чемпионом NXT и членом группировки Щит Сетом Роллинсом в матче без дисквалификаций, в котором победу одержал Лэнгстон и впервые в своей карьере завоевал чемпионский титул NXT. Он также начал фьюд с Конором О’Брайеном за титул чемпиона NXT. 13 марта на NXT Лэнгстон одержал победу над чемпионом Соединённых Штатов Антонио Сезаро. 3 апреля Лэнгстон защитил титул чемпиона NXT против О’Брайена. 24 апреля на шоу NXT Биг И вновь защитил титул в бою против Брэда Мэддокса. На записях шоу NXT, которое было показано 12 июня, он проиграл титул Бо Далласу.
17 декабря 2012 года Лэнгстон дебютировал в основном ростере WWE, приняв участие в шоу Raw. На шоу он напал на Джона Сину по указу Эй Джей. После того, как Дольф Зигглер стал парнем Эй Джей, Лэнгстон стал союзником последнего и начал помогать ему, вмешиваясь в поединки. После того, как Зигглер победил по отдельности командных чемпионов WWE Дэниеля Брайана и Кейна (благодаря вмешательствам Лэнгстона) они получили право на матч за чемпионские титулы. 7 апреля на Рестлмании 29 Лэнгстон и Зигглер участвовали в матче за пояс командных чемпионов WWE против команды Hell No, но не смогли одержать победу. На следующий день на шоу Raw Лэнгстон, победив Брайана, впервые выиграл поединок, который транслировался по телевидению.
После того, как Зигглер в мае получил сотрясение мозга Лэнгстон принял участие в серии из пяти поединков против претендента на чемпионский пояс Дольфа Альберто Дель Рио. 10 июня на Raw было раскрыто, что Лэнгстон — тайный ухажёр Кейтлин, однако это было всего лишь задумка Эй Джей, чтобы унизить действующую чемпионку. На следующих выпусках Эй Джей и Лэнгстон продолжили унижать Кейтлин, а 14 июля на шоу Money in the Bank Эй Джей завоевала титул чемпионки див. На следующем выпуске Raw Зигглер разорвал отношения с Эй Джей, из-за чего Лэнгстон напал на Дольфа. 29 июля Лэнгстон одержал победу над Зигглером в результате дисквалификации благодаря вмешательству Эй Джей. После шоу SummerSlam, где Лэнгстон и Эй Джей проиграли Зигглеру и Кейтлин в смешанном командном матче, противостояние между рестлерами закончилось и Лэнгстон стал выступать сам.

#### Интерконтинентальное чемпионство (2013—2014)

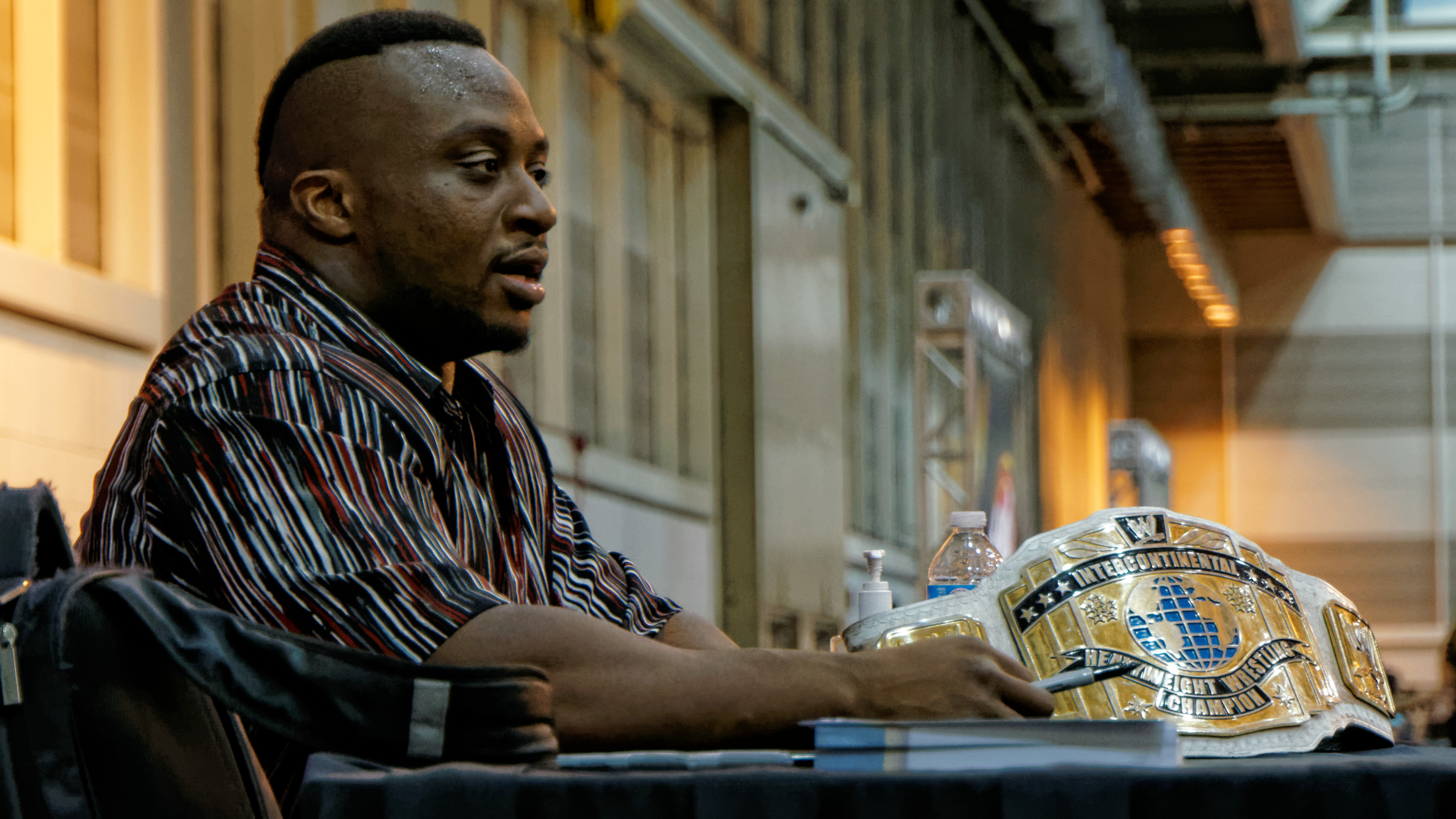
Биг И с титулом Интерконтинентального чемпиона

18 октября он проиграл СМ Панку и сделал фэйс-тёрн, начав помогать Панку в отражении нападений Райбека и Кёртиса Акселя. Три дня спустя, 21 октября на шоу RAW, Лэнгстон в команде с Панком одержали победу над Райбеком и Кертисом Акселем. Благодаря своим победам, Лэнгстон получил возможность побороться за титул Интерконтинентального чемпиона, но из-за травмы действующего чемпиона, Акселя, ему не выпала такая возможность. На шоу Hell in a Cell Биг И боролся за титул чемпиона Соединённых Штатов с Дином Эмброусом. Победив в матче по отсчёту, Лэнгстону не удалось завоевать титул. На следующий день Лэнгстон получил право на матч-реванш, в котором вновь победил, на этот раз по дисквалификации из-за вмешательства Романа Рейнса и Сета Роллинса.
18 ноября на Raw Лэнгстон победил Кёртиса Акселя и завоевал титул Интерконтинентального чемпиона WWE. На шоу Survivor Series Лэнгстон успешно защитил чемпионский титул. После того, как Дэмиен Сэндоу стал претендентом номер один на чемпионский титул, между рестлерами началась вражда, которая вылилась в матч за чемпионский титул на шоу TLC: Tables, Ladders & Chairs, в котором победу одержал действующий чемпион. На PPV Королевская битва (2014) вышел под № 29, но не смог победить. На PPV Elimination Chamber (2014) Биг И победил Джека Сваггера в поединке за Интерконтинетальное чемпионство WWE. На RAW от 10 марта было объявлено, что Биг И приймет участие в Королевской битве в честь Андре Гиганта на PPV Рестлмания XXX. На PPV Рестлмания ХХХ Биг И не смог победить в битве. На PPV Extreme Rules (2014) в поединке с «Плохие Новости» Барреттом проиграл свой титул.
На последнем RAW перед PPV Payback (2014) Русев победил Зака Райдера, после чего на помощь Заку выбежал Биг И, но Русев смог справиться и с ним. На следующем SmackDown был назначен матч на PPV Payback между Биг И и Русевым. На PPV Payback (2014) Русев победил Биг И. На RAW от 16 июня Биг И участвовал в Battle Royal за право участвовать в поединке на PPV Money in the Bank (2014) за титул Чемпиона мира в тяжёлом весе, но победить не смог. На RAW от 23 июня Биг И победил Дэмиена Сэндоу, и после поединка зачитал промо про Русева, тот вышел и между бойцами завязалась драка. На Battleground (2014) Биг И участвовал в Battle Royal за вакантный Интерконтинентальный титул, но победить не смог.

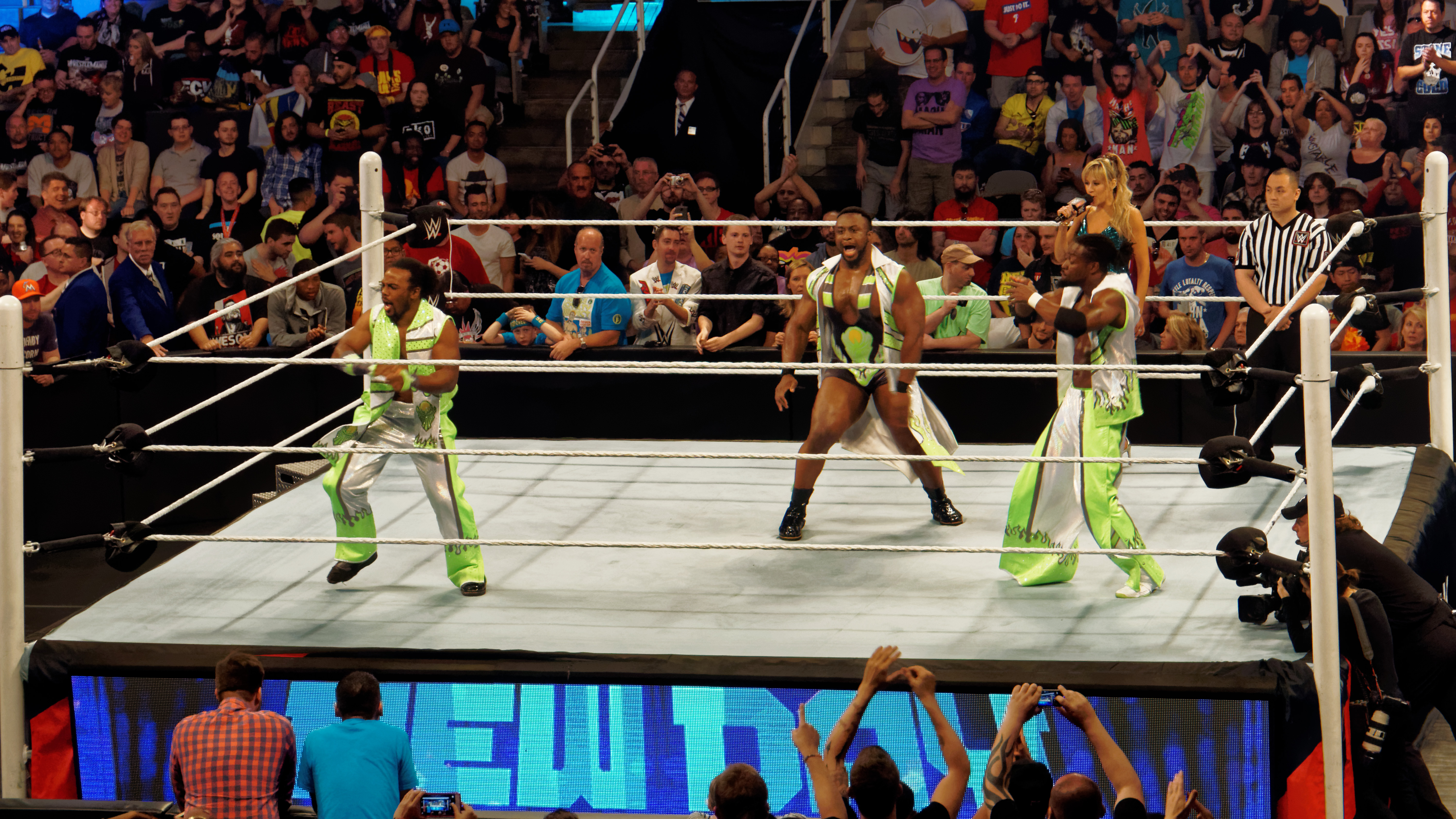
«Новый День»

#### «Новый День» (2014—2020)
На следующем RAW после того как Кофи Кингстон и Биг И проиграли Акселю и Райбеку, вышел Ксавье Вудс и предложил Кофи и Биг И сформировать альянс на что последние согласились. На WWE Main Event от 22 июля Кофи и Биг И победили Хита Слейтера и Тайтуса О’Нила. Начиная с 3 ноября на RAW стали появляться промо-ролики про новую группировку «Новый День», сначала были показаны промо от Ксавьера Вудса и Кофи Кингстона но вскоре и с Биг И. На SmackDown от 28 ноября группировка «Новый День» дебютировала, они смогли победить Кёртиса Акселя, Хита Слейтера и Тайтуса О’Нила.
На Extreme Rules (2015) с Кофи Кингстоном стали новыми Командными чемпионами WWE.
На Payback 2015 они победили Сезаро и Тайсона Кидда. На Elimination Chamber 2015 — Прайм Тайм Игроков. На Money In The Bank 2015 они свои титулы проиграли Прайм Тайм Игрокам, однако вернули их на SummerSlam 2015. И это чемпионство является самым длительным в истории.
Они защищали свои титулы от Дадли Бойз, Шеймуса и Баррета, Луча Драгонз, Братьев Усо, Лиги Наций.
На SummerSlam 2016 и Clash Of Champions 2016 они защитили свои титулы от Люка Галлоуса и Карла Андерсона.
На Hell In A Cell 2016 Сезаро и Шеймус одержали верх над Новым Днем (Ксавье Вудс и Биг И), но по дисквалификации из-за вмешательства Кофи Кингстона. Таким образом, чемпионство осталось у Нового Дня. 
На Survivor Series 2016 Новый День были капитанами команды RAW, которая одержала победу. Новый день элиминировали Бризанго и сразу же были элиминированы Братьями Усо. А на следующем RAW они успешно защитили свои титулы командных чемпионов против Шеймуса и Сезаро. Затем на следующем RAW также успешно защитили титулы против Люка Галлоуза и Карла Андерсона. На RAW от 12 декабря, когда Новый день побили рекорд и стали рекордсменами по продолжительности командного чемпионства, они вначале защитили свои титулы в матче с тройной угрозой против Шеймуса и Сезаро и Галлоуса и Андерсена, а затем и в следующем матче на этом же шоу против команд ДжериКО (Крис Джерико и Кевин Оуэнс) и Щита (Сет Роллинс и Роман Рейнс), назначенного Стефани Макмэн за то, что её облили шампанским во время празднования рекорда. 

#### Возвращение в одиночный дивизион и чемпион WWE (2020—н.в.)
25 декабря 2020 года на SmackDown победил Сэми Зейна в матче с дровосеками и стал новым интерконтинентальным чемпионом WWE. Проиграл титул Аполло Крюсу на «Рестлмании 37» 11 апреля 2021 года.
На эпизоде 25 июня Биг И победил Крюса, чтобы получить право на участие в мужском матче Money in the Bank. Затем он выиграл матч, став первым афроамериканским участником, владеющим контрактом. На эпизоде SmackDown 13 августа Барон Корбин украл его кейс во время интервью. На SummerSlam Биг И победил Корбина и вернул кейс.
13 сентября 2021 года Биг И обналичил свой контракт Money in the Bank и победил Бобби Лэшли, став чемпионом WWE. 1 января 2022 года Биг И проиграл титул на шоу Day 1 в многостороннем матче после того, как был удержан Броком Леснаром. Чемпионство Биг И продлилось 110 дней.
На Smackdown 11 марта Биг И получил тяжелую травму позвоночника, повредив два позвонка шейного отдела. По этой причине он ушел на длительное лечение и остался без матча на WrestleMania 38. Травма угрожала жизни и карьере Биг И, однако из-за того, что он активно занимался бодибилдингом и серьёзно накачал мышцы шеи, удалось избежать более серьёзных последствий.

## В рестлинге
- Завершающий приёмы
  - Big Ending[39] (Over the shoulder cutter)[40][41]
- Коронные приёмы
  - Backdrop
  - Belly To Back Suplex
  - Belly To Belly Suplex/Overhead
  - Biel (Corner Hip Toss)
  - Corner Spear
  - Gutwrench Backbreaker
  - STO Slam
  - Shoulder Block
  - Powerbomb
  - Multiple Backbreaker Drop
  - Jumping Body Splash
  - Jumping Clothesline
  - Running body block[39][41][42][43]
- Музыкальные темы
  - «I Can’t Keep Still» от KPM Music (1 августа 2012 — 24 апреля 2013)
  - «I Need Five» от Джима Джонстона (22 апреля 2013 — 18 ноября 2013)
  - «Three Ain’t Enough» от Джима Джонстонаn (18 ноября 2013—2020)
  - «Feel The Power» от Wale и DJ Money (2020 — н.в.)

## Титулы и достижения
- Florida Championship Wrestling
  - Командный чемпион Флориды (1 раз) — с Кэльвином Рэйнсом[5]
- Pro Wrestling Illustrated
  - Команда года (2015, 2016) с Кофи Кингстоном и Ксавье Вудсом
  - PWI ставит его под № 9 в списке 500 лучших рестлеров 2022 года[44]
- Wrestling Observer Newsletter
  - Лучший образ (2015) — «Новый день»
  - Мемориальная премия Шэда Гаспарда/Джона Хьюбера (2020)
- WWE
  - Чемпион WWE (1 раз)
  - Чемпион NXT (1 раз)[13]
  - Интерконтинентальный чемпион (2 раза)
  - Командный чемпион WWE (Raw) (2 раза) — с Кофи Кингстоном и Ксавье Вудсом
  - Командный чемпион WWE SmackDown (6 раз) — с Кофи Кингстоном и Ксавье Вудсом
  - Победитель Money in the Bank (2021)
  - Тридцать третий чемпион Тройной короны